# Peter Isaakovich Geller

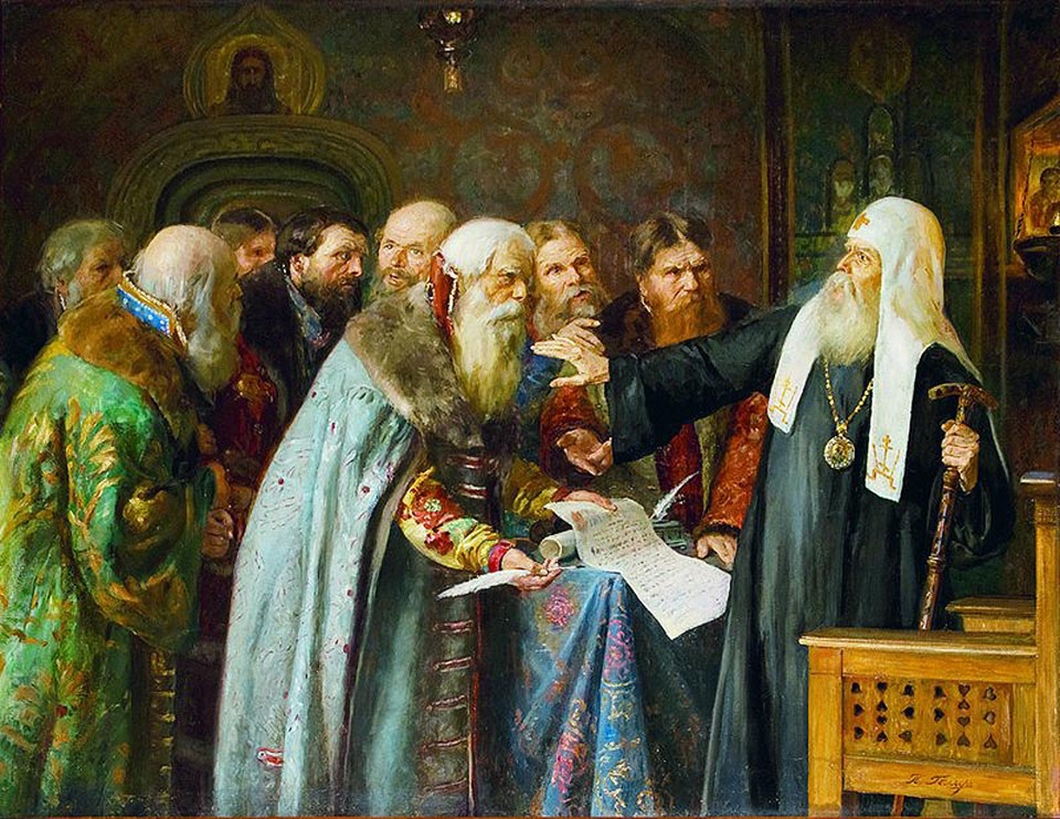

Pour les articles homonymes, voir Geller.
Peter Isaakovich Geller, né le 10 décembre 1862 à Kerch ou Chklow et mort le 23 janvier 1933 à Leningrad, est un peintre russe.

## Biographie
Peter Isaakovich Geller naît le 10 décembre 1862 à Shklov ou Kerch. Il étudie à l'école de design d'Odessa et entre (1878) à l'académie des beaux-arts de Saint-Pétersbourg, où il remporte (1881-83) deux médailles d'argent et (1885) une médaille d'or pour son tableau Sainte Irène guérit saint Sébastien. En 1887, Geller obtient le titre d'« artiste du premier degré » pour sa peinture Ivan le Terrible prenant des ordres avant sa mort depuis le métropolitain. Après avoir obtenu son diplôme en 1887, Geller s'engage comme volontaire et sert dans l'armée pendant plusieurs mois. En 1889, il expose à l'Académie de Saint-Pétersbourg son tableau Les conscrits juifs prêtant serment, qui est acheté par l'Académie.
Peter Isaakovich Geller meurt le 23 janvier 1933 à Leningrad.